# Saint-Gratien (Somma)
Saint-Gratien – miejscowość i gmina we Francji, w regionie Hauts-de-France, w departamencie Somma.
Według danych na rok 1990 gminę zamieszkiwały 362 osoby, a gęstość zaludnienia wynosiła 52 osoby/km² (wśród 2293 gmin Pikardii Saint-Gratien plasuje się na 640. miejscu pod względem liczby ludności, natomiast pod względem powierzchni na miejscu 694.).